# Mongarlowe River
Mongarlowe River är ett vattendrag i Australien. Det ligger i delstaten New South Wales, i den sydöstra delen av landet, omkring 200 kilometer sydväst om delstatshuvudstaden Sydney.
I omgivningarna runt Mongarlowe River växer huvudsakligen savannskog. Runt Mongarlowe River är det glesbefolkat, med 18 invånare per kvadratkilometer. Genomsnittlig årsnederbörd är 1 370 millimeter. Den regnigaste månaden är mars, med i genomsnitt 203 mm nederbörd, och den torraste är juli, med 40 mm nederbörd.